# Forte Corbin
Il Forte Corbin (o Forte di Punta Corbin) è stata una fortezza militare costruita a difesa del confine italiano contro l'Impero austro-ungarico (lungo la linea di confine che attualmente si può collocare tra la provincia di Vicenza e il Trentino), sita a 1077 m s.l.m.. Il forte si trova nel territorio comunale di Roana (VI), sullo spigolo sud-occidentale dell'Altopiano di Asiago - Sette Comuni e prende il nome dallo sperone roccioso che domina la Val d'Astico sul quale poggia.
Il forte fu costruito tra il 1906 e il 1914. A causa della sua posizione notevolmente arretrata rispetto al fronte rimase praticamente inattivo per tutta la durata della prima guerra mondiale.
Attualmente è di proprietà privata, e offre servizio di ristoro e bar con annesso un piccolo museo di storia militare.

## Storia
Il forte fu concepito come componente Est dello sbarramento sulla Val d'Astico contro un'eventuale aggressione austro-ungarica. Il componente Ovest era Forte Casa Ratti, situato a 350 m di altitudine nei pressi di Arsiero, sulla sponda destra del torrente Astico. Il progetto del forte fu curato dallo stato maggiore del Genio militare di Verona, e prevedeva un corpo principale che doveva ospitare le batterie, ma anche una palazzina comando, una polveriera, trincee di collegamento, punti di osservazione, magazzini, alloggi.
Il cantiere venne aperto nel 1906 e vide un vasto dispiego di mezzi, vista la collocazione impervia del punto scelto per la costruzione. Una strada militare venne appositamente costruita per collegare Treschè Conca a Punta Corbin, mentre i componenti delle cupole in acciaio che avrebbero ospitato i cannoni del forte vennero trasportati via ferrovia fino alla stazione di Campiello, quindi trasferiti a bordo di carri e saldati in loco. A questo fine venne utilizzata la Ferrovia Rocchette-Asiago, appena inaugurata nel 1910. Per diversi anni i dipendenti delle imprese appaltatrici dei lavori di costruzione vissero assieme alle loro famiglie in un villaggio creato appositamente nei pressi del forte. I lavori si conclusero nel 1911.

### Vicende belliche

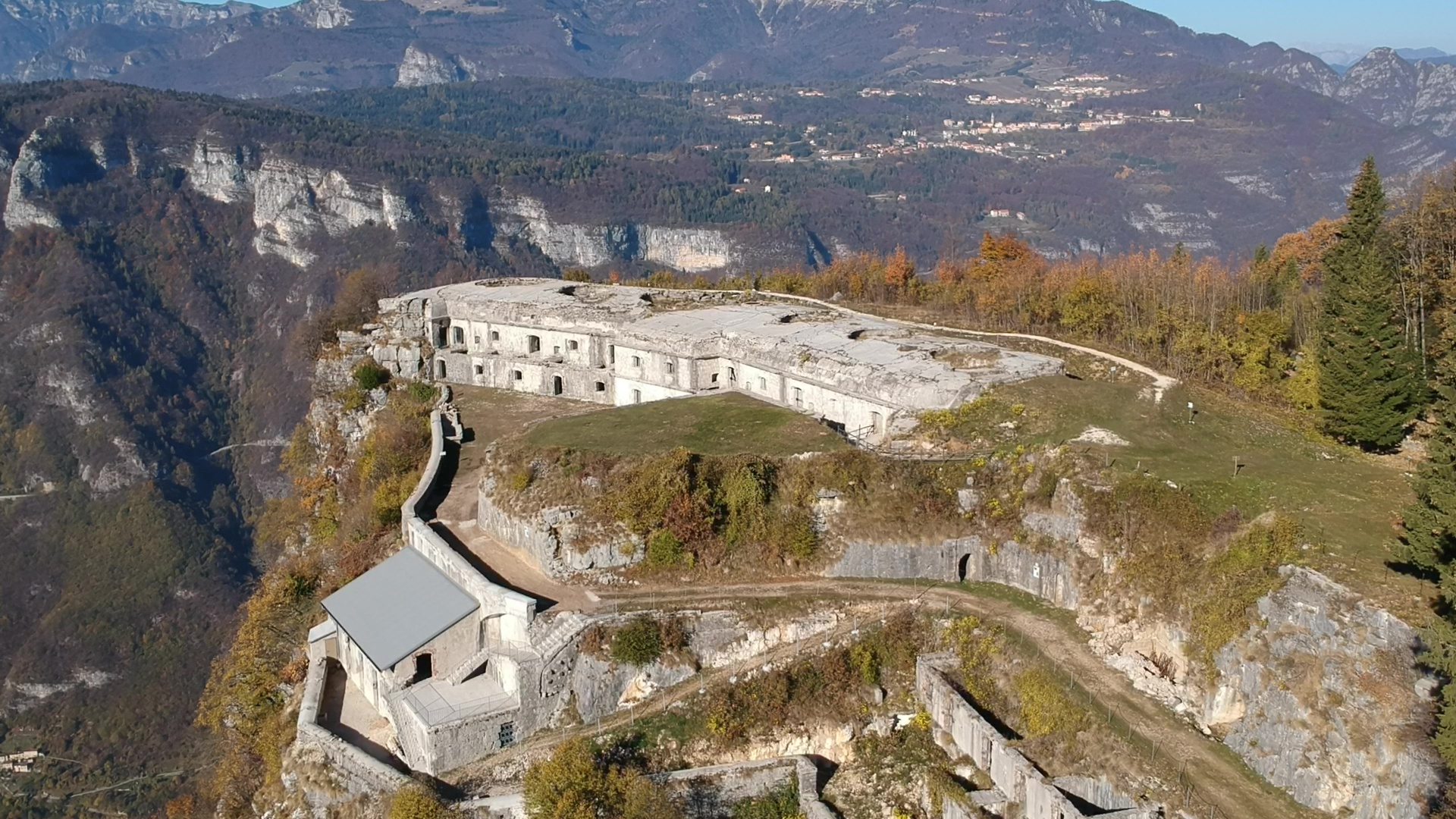
Il forte oggi

Nei primi due mesi di guerra, il forte (la cui guarnigione afferiva principalmente al 9º Reggimento di Artiglieria da Fortezza) partecipò attivamente alle vicende belliche, cercando di bersagliare con scarsi risultati le posizioni nemiche di Luserna. Venne però valutato che i pezzi di artiglieria del Corbin fossero maggiormente utili più in prossimità del fronte, e così i sei pezzi da 149 vennero smontati e sostituiti da tronchi d'albero, in modo da ingannare le vedette austriache. Il mascheramento ingannò effettivamente gli austriaci, che continuarono a bersagliare il forte con la loro artiglieria per quasi un anno (anche con calibri pesanti da 380 e superiori: in particolare, il forte fu duramente colpito il 15 maggio 1916 da una serie di una cinquantina di colpi da lunga distanza dell'obice d'assedio austriaco da 380 soprannominato "Barbara", situato presso Forte Campo Luserna).

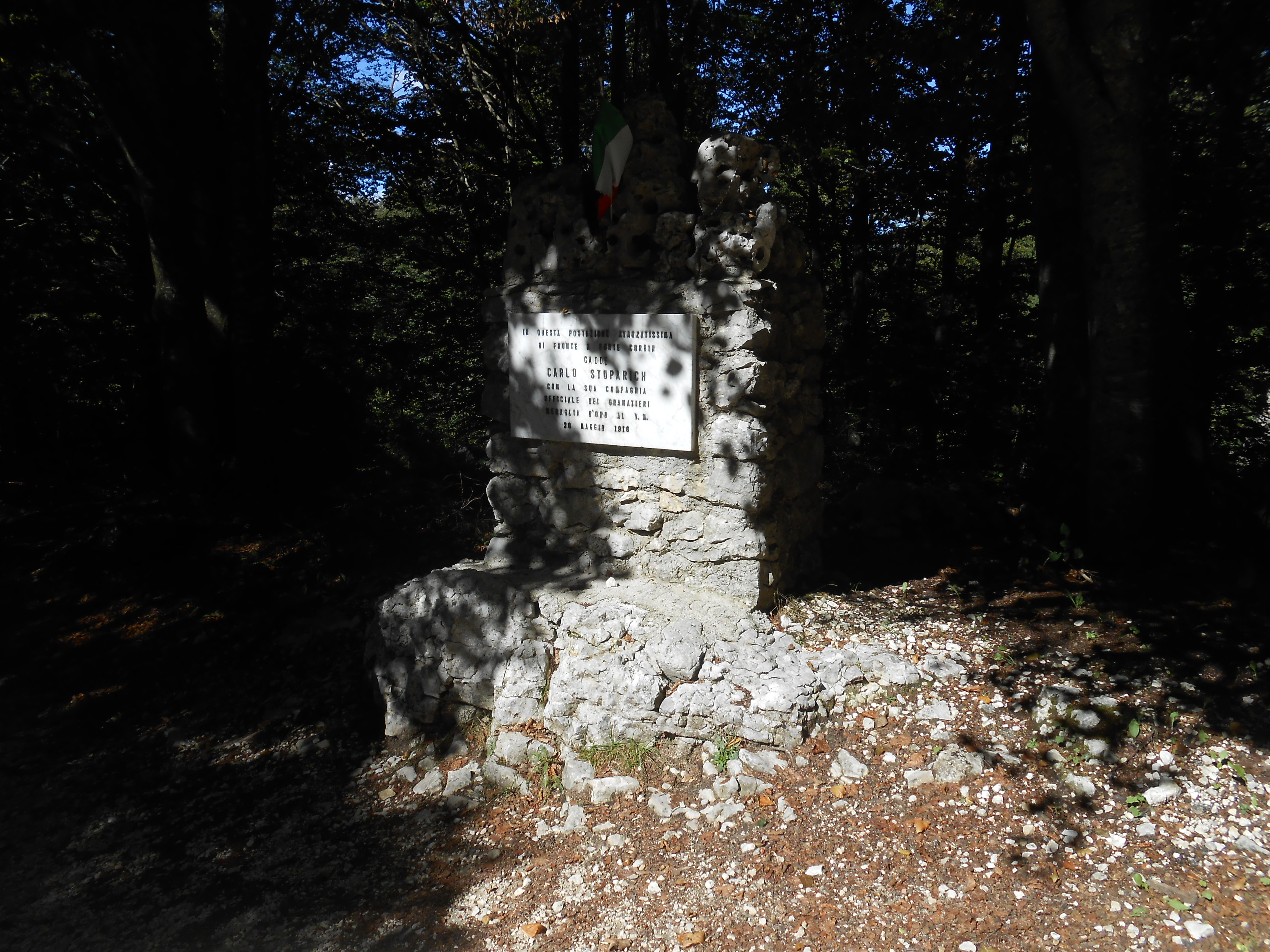
In memoria di Carlo Stuparich vicino a Forte Corbin

Poco dopo, il 30 maggio 1916 (durante la Strafexpedition), fu occupato dalle avanguardie austriache della 28ª Divisione del colonnello Kliemann, dopo essere stato pesantemente colpito dall'artiglieria pesante austro-ungarica e dopo che parte delle strutture del forte furono fatte saltare dagli Italiani in ripiegamento. Lo stesso giorno, in un punto avanzato di difesa lungo la strada d'accesso al forte, presidiato da un plotone di Granatieri, trovò la morte lo scrittore ed irredentista Carlo Stuparich.

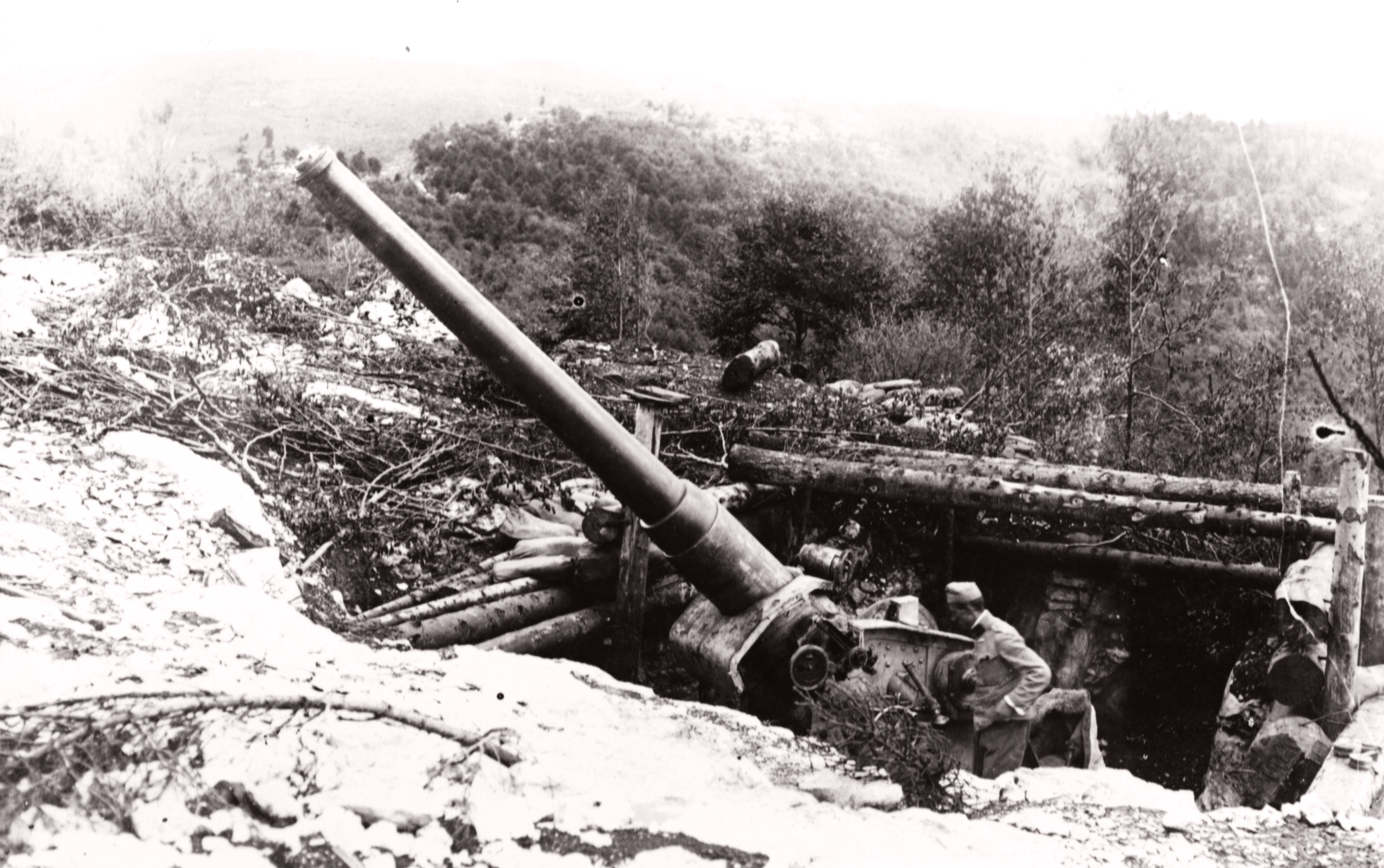
Cannone italiano catturato da reparti ungheresi nei pressi del Forte Corbin

Un tentativo di riconquista italiano nei primi giorni di giugno, in cui furono impegnate due compagnie di Granatieri, non ebbe successo (il forte, riconquistato temporaneamente, ricadde in mano austriaca a seguito di un contrattacco in forze alcune ore dopo). Ritornò in possesso stabile delle truppe italiane solo il 25 giugno dello stesso anno, quando le forze imperiali abbandonarono la zona del Monte Cengio per stabilirsi sulla linea difensiva della Val d'Assa.
Dopo la conclusione del conflitto, per alcuni anni (fino a tutti gli anni Venti) la struttura fu utilizzata come deposito e caserma per reparti militari in addestramento. Fu quindi praticamente abbandonata e divenne preda dei recuperanti, ovvero di coloro che vivevano del recupero dei materiali, come il ferro e l'acciaio, che potevano avere valore economico. Questa attività creò notevoli danni alle strutture architettoniche del forte, visto che i recuperanti utilizzarono anche esplosivi per poter estrarre il metallo dalle strutture murarie.
Nel 1942 il terreno e i resti del forte vennero ceduti dal demanio militare a privati, che a partire dai primi anni ottanta hanno svolto un'intensa attività di pulizia, messa in sicurezza e restauro conservativo delle strutture, che oggi sono visitabili.

## Caratteristiche

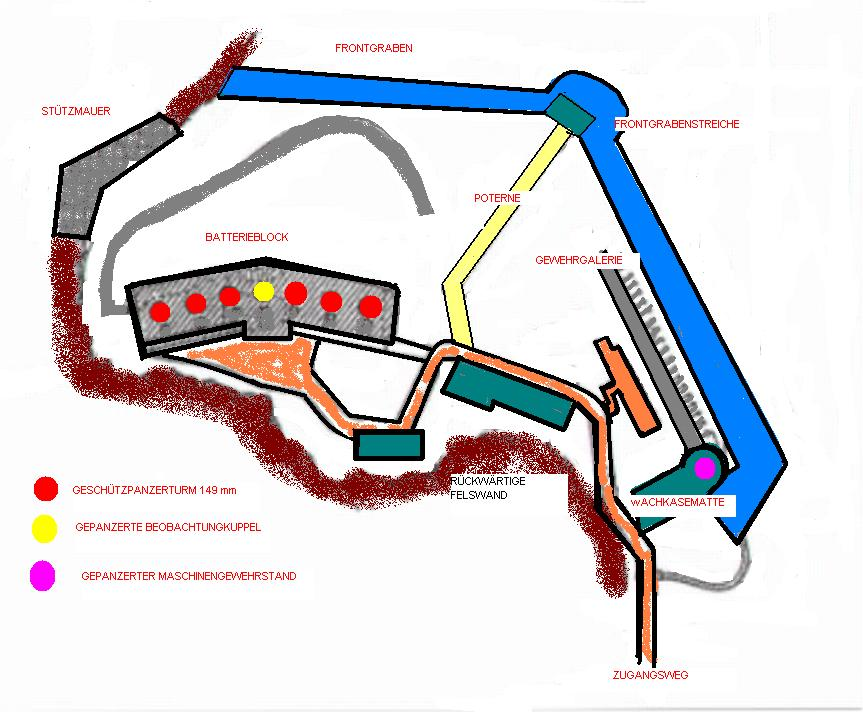
Schema del forte

### Armamento
Il forte era dotato di sei cannoni da 149 mm in acciaio inseriti in cupole di acciaio girevoli dello spessore di circa 160 mm. Grazie alla possibilità di ruotare a 360°, i sei cannoni, con gittata da 7 a 11 km, tenevano sotto tiro posizioni strategicamente importanti lungo la Val d'Astico, come il Monte Cimone, Tonezza del Cimone, lo Spitz di Tonezza, il Monte Campomolon, la Cima di Campolongo e Luserna.

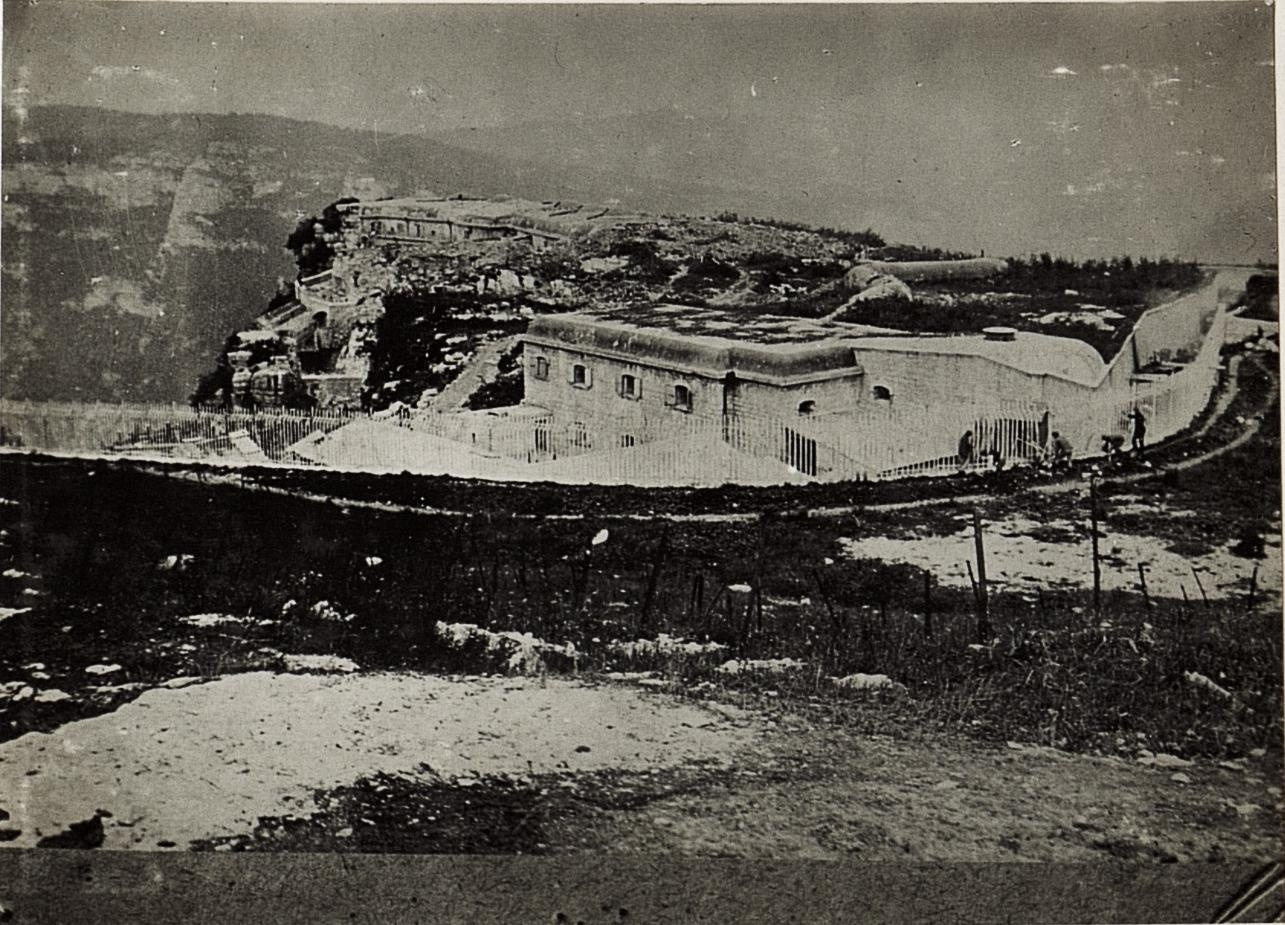
Il forte caduto in mano nemica

Eventualmente, poteva essere coadiuvato nelle azioni offensive lungo la Val d'Astico dal forte Casa Ratti. Altri pezzi di artiglieria minore da 87 in bronzo su affusto rigido e alcune mitragliatrici in casamatta per la difesa di prossimità, completavano l'armamento.

### Struttura e difese
Il forte è circondato, per tutto il lato esposto a terra, da un alto fossato anti-uomo con massicce opere in muratura. All'esterno dello stesso, sulla parte orientale, erano predisposte postazioni di artiglieria leggera per la difesa di prossimità; mentre nella parte centrale, all'interno del fossato, è presente una postazione protetta con feritoie per le mitragliatrici.
Internamente al limite del fossato, sul lato nordorientale del forte esposto verso la strada di accesso, è presente una seconda linea di difesa costituita da una lunga trincea coperta, con numerose posizioni di tiro per la difesa ravvicinata; la trincea coperta prosegue con una trincea scoperta, che protegge il lato nordoccidentale del forte.
Sull'estremità occidentale, nello sperone più esposto del Forte, è presente anche un piccolo "osservatorio di valle", che tramite una serie di feritoie forniva una vasta visibilità a 180° sulla Val d'Astico sottostante.
La struttura principale del forte è difesa da un massiccio corpo di guardia posto sul lato orientale, che proteggeva l'ingresso e la teleferica. Una via interna, ed una serie di gallerie sotterranee, consentono l'accesso alla parte occidentale del forte, dove erano situati gli alloggiamenti dei 134 artiglieri assegnati al Forte, i locali di servizio, la polveriera, le 6 grandi postazioni di tiro ed i meccanismi per la rotazione delle cupole blindate.

## Vie d'accesso
Il forte si raggiunge dalla frazione Treschè Conca del comune di Roana, attraverso una strada inizialmente asfaltata e poi sterrata di circa cinque km (la strada è stata completamente asfaltata nel 2021, i lavori sono terminati a fine giugno). Inoltre, dal forte un sentiero scosceso permette (superando un dislivello di diverse centinaia di metri) di raggiungere Pedescala, nel fondo della Val d'Astico. La piccola teleferica militare che congiungeva l'ingresso del forte alla Val d'Astico non è più esistente.

## Nella cultura di massa
- Nel 1969 nei pressi e all'interno del forte sono state girate alcune scene del film di Ermanno Olmi I recuperanti.
- Il forte è presente nella mappa Monte Cengio del videogioco Isonzo.[1]